# Pingshan (sockenhuvudort i Kina, Jiangsu Sheng, lat 32,43, long 119,40)
Pingshan (kinesiska: 平山, 平山乡) är en sockenhuvudort i Kina. Den ligger i provinsen Jiangsu, i den östra delen av landet, omkring 70 kilometer nordost om provinshuvudstaden Nanjing. Antalet invånare är 18 767. Befolkningen består av 9 487 kvinnor och 9 280 män. Barn under 15 år utgör 10,0 %, vuxna 15-64 år 82 %, och äldre över 65 år 7,0 %.
Runt Pingshan är det mycket tätbefolkat, med 2 915 invånare per kvadratkilometer. Närmaste större samhälle är Yangzhou, 4,5 km sydost om Pingshan. Runt Pingshan är det i huvudsak tätbebyggt.
Genomsnittlig årsnederbörd är 1 277 millimeter. Den regnigaste månaden är juli, med i genomsnitt 262 mm nederbörd, och den torraste är december, med 31 mm nederbörd.